# The Fox (1967)
The Fox ist ein kanadisches Filmdrama aus dem Jahr 1967 unter der Regie von Mark Rydell. Das Drehbuch von Lewis John Carlino und Howard Koch basiert lose auf der gleichnamigen Novelle von D. H. Lawrence aus dem Jahr 1923. Der Film markierte Rydells Spielfilm-Regiedebüt.

## Handlung
Jill Banford und Ellen March versuchen, ihren Lebensunterhalt mit der Hühnerzucht auf einer abgelegenen Farm im ländlichen Kanada zu verdienen. Die abhängige Jill kümmert sich um den Haushalt und die Finanzen, während die autarke Ellen die härteren Arbeiten wie Holzhacken, Zäune reparieren und den Fuchs, der immer wieder in den Hühnerstall eindringt, verjagen muss, obwohl sie zögert, ihn zu töten. Jill scheint mit ihrem zurückgezogenen Leben zufrieden zu sein, aber der frustrierten Ellen gefällt die Einsamkeit nicht.
Mitten im Winter kommt der Handelsschiffer Paul Grenfel auf der Suche nach seinem Großvater an, dem früheren Besitzer der Farm, der ein Jahr zuvor gestorben war. Da er während seines Urlaubs nirgendwo anders hin kann, überredet er die Frauen, ihn für ein paar Wochen bei sich wohnen zu lassen, wenn er ihnen bei der Arbeit hilft. Die Spannungen zwischen den dreien eskalieren langsam, als seine Aufmerksamkeit für Ellen Jills Eifersucht weckt. Als er Ellen einen Heiratsantrag macht, ist Jill erst empört, dann hysterisch verängstigt und versucht sogar, Paul zu bestechen, damit er geht.
Schließlich spürt Paul den Fuchs auf und erschießt ihn. Kurz vor seiner Abreise schläft er mit Ellen und bittet sie, mit ihm zu fliehen, aber sie gesteht, dass sie sich schuldig fühlen würde, wenn sie Jill verlassen würde. Nachdem Paul zu seinem Schiff zurückgekehrt ist, gesteht Jill ihm ihre Gefühle für Ellen, und die beiden Frauen schlafen miteinander. Ellen schreibt Paul, dass sie zu Jill gehöre und ihn nicht heiraten könne.
Einige Wochen später kehrt Paul unerwartet zurück, als die beiden Frauen gerade eine sterbende Eiche fällen. Er bietet an, die Arbeit zu Ende zu führen, und warnt Jill davor, sich vom möglichen Weg des Baumes zu entfernen. In einem Willenskampf weigert sich Jill, sich zu bewegen, während Paul weiter auf den Baum einhackt. Der umstürzende Baum erschlägt Jill und sie stirbt.
Als der Frühling kommt, verkauft Ellen die Farm und Paul und sie machen sich auf den Weg, um gemeinsam ein neues Leben zu beginnen. Paul weiß, dass sie im Stillen um Jill trauert, und versichert Ellen, dass sie in ihrem neuen Leben glücklich sein wird. Sie antwortet: „Werde ich?“

## Produktion
Bei der Verfilmung von Lawrences Roman entschieden sich Lewis John Carlino und Howard Koch, den Schauplatz von England 1918 in das heutige Kanada zu verlegen, um die Handlung für das Publikum der späten 1960er Jahre relevanter zu machen.
Gedreht wurde auf einer Farm in Laskay, Ontario, am Bahnhof in Unionville, Ontario und in den Cinespace Film Studios in Kleinburg, Ontario.
Das Lied That Night mit der Musik von Lalo Schifrin und dem Text von Norman Gimbel wird von Sally Stevens gesungen.
Der Film wurde kurz nach der Aufhebung des Production Code der Motion Picture Association of America veröffentlicht und enthält Szenen von Nacktheit, Masturbation, sexuellen Handlungen zwischen Paul und Ellen sowie körperliche Beziehungen zwischen zwei Frauen. Bei seiner Erstveröffentlichung wurde der Film mit „R“ bewertet, 1973 wurde er überarbeitet und mit „PG“ eingestuft.

## Kritiken
Renata Adler von der New York Times nannte den Film „einen guten und interessanten Film“ und fuhr fort: „Das Tempo und die Qualität der Farben, gedämpft und unnatürlich, mit vielen Szenen, die in verschiedenen Arten von Schatten fotografiert wurden, vermitteln ein grüblerisches Gefühl, dass etwas nicht mit allen stimmt, eher wie der Ton von Spiegelbild im goldenen Auge.“
Roger Ebert von der Chicago Sun-Times nannte den Film „ein stilles, kraftvolles Meisterwerk“ und fügte hinzu: „Gehen Sie nicht wegen des Themas in den Film und bleiben Sie nicht deshalb weg. Die Szenen, die Chicagos reaktionäre Zensoren beunruhigten, sind mit ruhigem Geschmack und intuitiver Menschenkenntnis gefilmt. Und sie sind nur ein kleiner Teil eines durch und durch natürlichen Films. Es ist die natürliche Leichtigkeit des Films, die so bezaubernd ist. Die sensibel konstruierte Atmosphäre von Kälte und Schnee, von frühen Sonnenuntergängen und der Kälte, die in den Ecken liegt, gibt den Ton an. Miss Dennis hat eine schwierige Rolle, lächerlich hätte es werden können, aber [sie] meistert sie gut. Auch Dullea ist stärker als in anderen Aufführungen der letzten Zeit. Seit David und Lisa war er in eine Reihe unsicherer, schwacher Charaktere verstrickt; diesmal, als dominante Persönlichkeit, ist er sehr erfolgreich. Und in Miss Heywood findet er seinen Meister.“
TV Guide bezeichnete den Film als „durchwachsene Adaption des Romans von D.H. Lawrence“ und bewertete ihn mit drei von fünf Sternen.
Das Lexikon des internationalen Films meint, der Film sei ein „solide inszeniertes und gespieltes Kammerspiel […] angereichert mit schwüler Erotik und greller Seelendramatik“, in dem die „destruktive Gewalt männlicher Sexualität […] in symbolbefrachteter Weise weniger kritisiert als verklärt“ werde.

### Box Office
The Fox war 1968 der fünftbeliebteste Film, der in Großbritannien überhaupt in die Kinos kam.

### Auszeichnungen
| Auszeichnung        | Kategorie                                                                | Nominierten                                  | Ergebnis  | Ref.   |
| ------------------- | ------------------------------------------------------------------------ | -------------------------------------------- | --------- | ------ |
| Academy Awards      | Beste Original-Filmmusik                                                 | Lalo Schifrin                                | Nominiert | [ 8 ]  |
| Golden Globe Awards | Bester englischsprachiger ausländischer Film                             | Bester englischsprachiger ausländischer Film | Gewonnen  | [ 9 ]  |
| Golden Globe Awards | Beste Hauptdarstellerin – Drama                                          | Anne Heywood                                 | Nominiert | [ 9 ]  |
| Golden Globe Awards | Beste Regie                                                              | Mark Rydell                                  | Nominiert | [ 9 ]  |
| Golden Globe Awards | Bestes Drehbuch                                                          | Lewis John Carlino and Howard Koch           | Nominiert | [ 9 ]  |
| Grammy Awards       | Best Original Score Written for a Motion Picture or a Television Special | Lalo Schifrin                                | Nominiert | [ 10 ] |
| Laurel Awards       | Top Female Dramatic Performance                                          | Anne Heywood                                 | 4er Platz | [ 11 ] |

## Soundtrack
Die Filmmusik wurde von Lalo Schifrin komponiert, arrangiert und dirigiert, und das Soundtrack-Album wurde 1968 bei Warner Bros. veröffentlicht.

## Obszönitätsbehauptungen
Der Film war Gegenstand des Rechtsstreits McGrew gegen die Stadt Jackson, Mississippi, in dem es um die Verfassungsmäßigkeit des Obscenity Act des Bundesstaates Mississippi ging. Das Gesetz verbietet die „öffentliche Zurschaustellung obszöner, unsittlicher oder unmoralischer Bilder auf einem Bildschirm oder in anderer Weise“ und ermächtigt einen Beamten, eine Person jederzeit ohne Haftbefehl wegen einer in seiner Gegenwart begangenen Straftat festzunehmen. Im Jahr 1968 besuchten zwei Polizeibeamte und der Staatsanwalt der Stadt als zahlende Gäste ein örtliches Kino in Jackson, in dem der Film The Fox gezeigt wurde. Nach der Vorführung verhafteten die Polizeibeamten die Kinobesitzerin Irene McGrew und beschlagnahmten den gesamten Film.
McGrew legte gegen die Verurteilung Berufung ein und machte geltend, dass das Gesetz von Mississippi gegen den ersten und den vierzehnten Zusatzartikel zur Verfassung der Vereinigten Staaten verstoße, die das Recht auf freie Meinungsäußerung garantieren. Mit 2:1 Stimmen bestätigten die Richter des US-Bezirksgerichts für den südlichen Bezirk von Mississippi das Urteil und erklärten das Gesetz für verfassungsgemäß. Die Mehrheit sagte: „Das vorherrschende Thema des Fox-Films ist roher Sex in einem Produkt, das die Produzenten gerade so weit beschönigt und gesäubert haben, dass es möglicherweise nicht als totaler Schmutz verurteilt werden kann“. Der abweichende Richter erklärte: „Ich glaube, dass das geltende Obszönitätsgesetz von Mississippi die verfassungsrechtlichen Anforderungen des Ersten und des Vierzehnten Verfassungszusatzes, die die Redefreiheit garantieren, nicht erfüllt“.